# Кенеди (Тексас)
Кенеди (енгл. Kenedy) град је у америчкој савезној држави Тексас. По попису становништва из 2010. у њему је живело 3.296 становника.

## Демографија
Према попису становништва из 2010. у граду је живело 3.296 становника, што је 191 (5,5%) становника мање него 2000. године.
| Група             | 2000.         | 2010.         |
| Белци             | 1.074 (30,8%) | 918 (27,9%)   |
| Афроамериканци    | 111 (3,2%)    | 77 (2,3%)     |
| Азијати           | 25 (0,7%)     | 18 (0,5%)     |
| Хиспаноамериканци | 2.263 (64,9%) | 2.261 (68,6%) |
| Укупно            | 3.487         | 3.296         |